# Lamadrid, Mexiko
Lamadrid är en ort i Mexiko.   Den ligger i kommunen Lamadrid och delstaten Coahuila, i den centrala delen av landet, 900 km norr om huvudstaden Mexico City. Lamadrid ligger 647 meter över havet och antalet invånare är 1 801.
Terrängen runt Lamadrid är varierad. Runt Lamadrid är det mycket glesbefolkat, med 4 invånare per kvadratkilometer. Det finns inga andra samhällen i närheten. Omgivningarna runt Lamadrid är i huvudsak ett öppet busklandskap.